# Лужниці
Лу́жніце — річка на півдні Чехії (Південночеський край), у верхній течії у Австрії, притока Влтави.
На честь річки названо астероїд 2321 Лужниці.